# Miladhunmadulu
Miladhunmadulu ist eine geographische Bezeichnung für den Südteil des langgestreckten größten Atolls der Malediven, Thiladhunmathi-Miladhunmadulu. Der Nordteil dieses Atolls heißt Thiladhunmathi. Die Grenze zwischen beiden Atollteilen verläuft etwa entlang des Breitengrades 6°29'N.
Dieser Atollteil verteilt sich auf zwei Verwaltungsbezirke:
1. Shaviyani (Miladhunmadulu Uthuruburi)
2. Noonu (Miladhunmadulu Dhekunuburi)

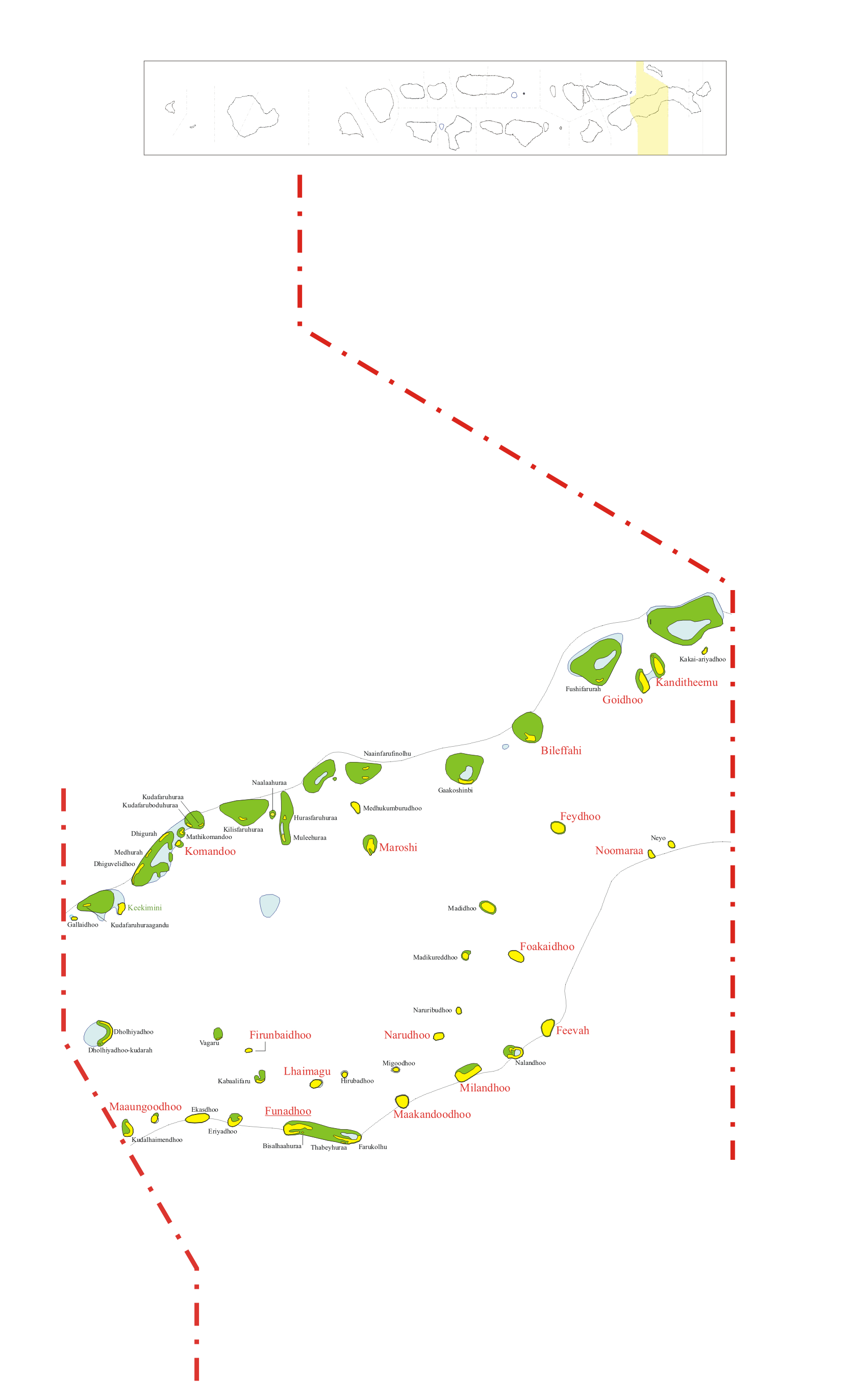

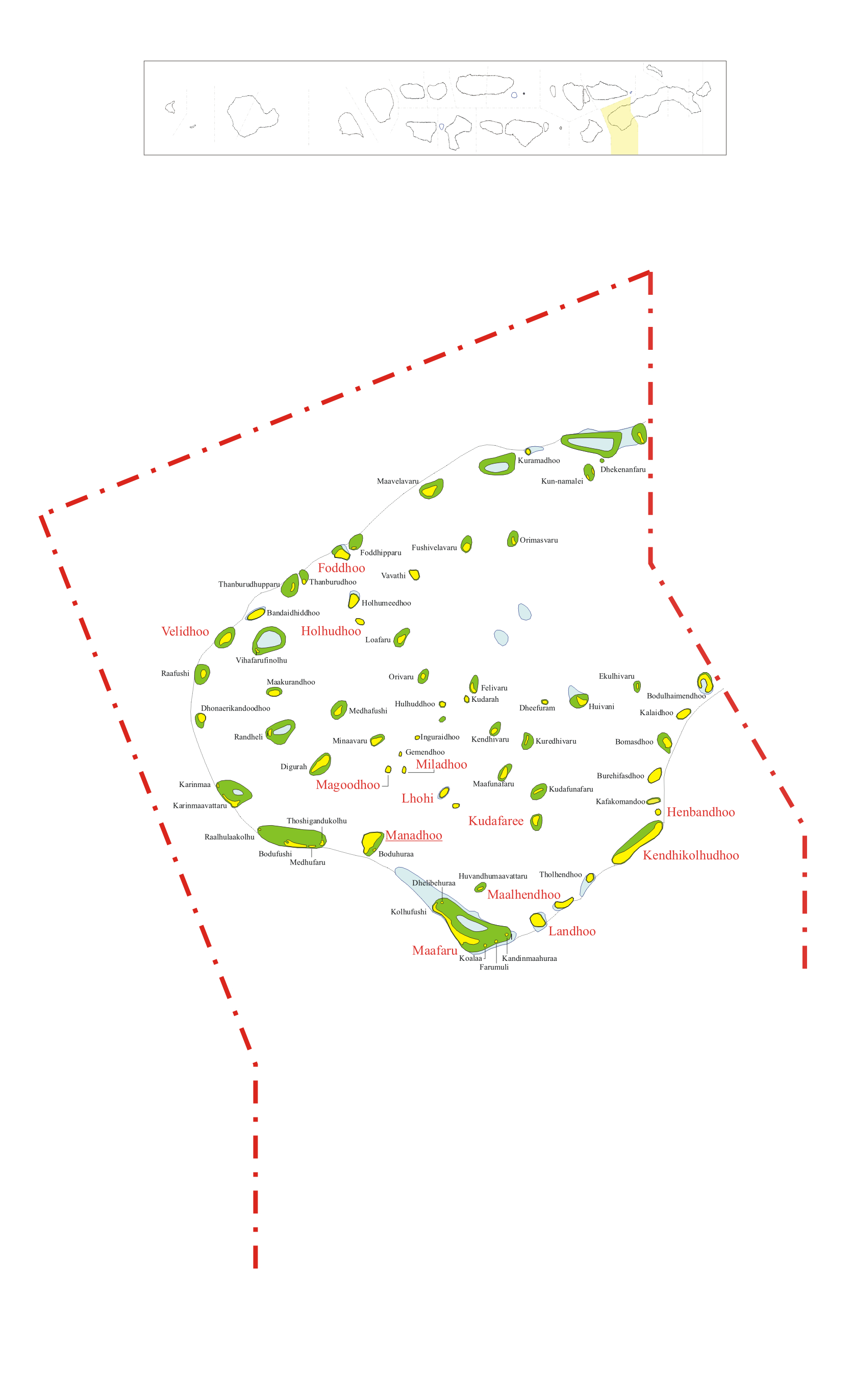

Im Gebiet von Miladhunmadulu leben 21.845 Menschen (Stand Volkszählung 2006).
Koordinaten: 6° 1′ 35″ N, 73° 11′ 24″ O